# كهنة سرخ (كوهستان)
كهنة سرخ (بالفارسية: کهنه سرخ) هي قرية تقع في إيران في Kuhestan Rural District. يقدر عدد سكانها بـ 65 نسمة .